# 폴 길포일

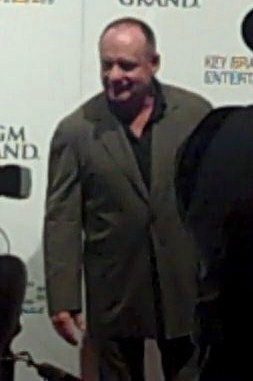

폴 길포일(Paul Guilfoyle, 1949년 4월 28일 ~ )은 미국의 배우다. 미국 매사추세츠주 보스턴에서 태어났다.

## 출연작품

### 영화
- 돈 룩 업 - 스튜어트 심스 역
- 스포트라이트 (2015년) - 피트 콘리 역
- 판더믹 (2015년) - 그리어 역
- 바그다드의 소년들 (2002년)
- 세션 나인 (2001년) - 빌 그릭스 역
- 컴퍼니 맨 (2000년)
- 세크릿 에이전트 맨 (2000년)
- 엔트로피 (1999년) - 앤디 역
- 여기보다 어딘가에 (1999년) - 조지 프랭클린 역
- 랜덤 하트 (1999년)
- 인 드림스 (1999년)
- 프라이머리 컬러스 (1998년) - 하워드 퍼거슨 역
- 원 터프 캅 (1998년)
- 네고시에이터 (1998년)
- 맨하탄에 밤이 오면 (1997년)
- LA 컨피덴셜 (1997년)
- 아미스타드 (1997년) - 변호사 역
- 에어 포스 원 (1997년) - 로이드 역 (한국어 성우:이종혁)
- 배스킷 히어로 (1996년)
- 선택 (1996년)
- 뉴욕 광시곡 (1996년)
- 카우치 인 뉴욕 (1996년)
- 랜섬 (1996년) - 월레스 역
- 헤븐스 프리즈너 (1996년)
- 비열한 거리 (1994년) - 보리스 볼코프 역
- 네이키드 인 뉴욕 (1994년)
- 창공의 여왕 (1994년)
- 퀴즈 쇼 (1994년) - 리쉬맨 역
- 폴링 엔젤스 (1993년)
- 그 남자의 방 그 여자의 집 (1993년)
- 미세스 다웃파이어 (1993년)
- 마더스 보이 (1993년) - 마크 캐플란 역
- 파멸의 항해 (1992년)
- 호파 (1992년)
- 최종 분석 (1992년) - 마이크 오브라이언 역
- 대로우 (1991년)
- 데드 앤드 (1991년)
- 야망의 제물 (1991년)
- 로컬 스티그매틱 (1990년)
- 연애특강 (1990년) - 리틀 잭 터기온 역
- 제3의 목격자 (1990년)
- 위험한 도박 (1989년)
- 악령의 관 (1988년)
- 뉴욕세남자와아기 (1987년)
- 비버리 힐스 캅 2 (1987년)
- 월 스트리트 (1987년)
- 아들의 결혼 (1986년)
- 하워드 덕 (1986년)

### 텔레비전
- CSI과학수사대 - 제임스 브래스 역 (한국어 성우:이종혁)
- 셉템버(September)
- 큐리오시티 킬스(Curiosity Kills)
- 와이즈가이 (1987년)
- 마이애미의 두 형사 (1984년)

### 연극
- 헨리 5세